# Tachovská Huť
Tachovská Huť (németül Tachauer Schmelzthal) Tři Sekery településrésze Csehországban a Karlovy Vary-i kerület Chebi járásában. A központi községétől 2 km-re délnyugatra fekszik. A 2001-es népszámlálási adatok szerint 20 lakóháza és 46 lakosa van.